# Twice-Told Tales
Twice-Told Tales (bra: Nos Domínios do Terror ou No Domínio do Terror) é um filme norte-americano produzido e lançado no ano de 1963, do gênero terror, dirigido por Sidney Salkow. A obra reúne três histórias estreladas por Vincent Price, adaptadas dos contos de Nathaniel Hawthorne: Dr. Heidegger's Experiment (O Experimento de Heidigger); Rappaccini's Daughter (A Filha de Rappacini) e The House of the Seven Gables (A Casa das Sete Colunas).

## Sinopse
Na primeira parte, "O Experimento de Heidigger", os amigos Alex Medbourne e Carl Heidigger conversam em sua casa sobre a morte da noiva de Carl, Sylvia, ocorrida 38 anos antes. Nos fundos da residência encontra-se a cripta de Sylvia, cuja porta acaba de ser aberta por uma forte tempestade. Ambos adentram o túmulo e descobrem que o corpo da mulher está intacto, fazendo-os suspeitar que a água que brotava do teto tivesse propriedade de conservação. Carl borrifa o líquido sobre uma rosa seca que lhe fora dada pela noiva e a flor renasce. Ambos ingerem a água e retomam a juventude. Com o sucesso, Carl decide injetar o misterioroso fluido no corpo de Sylvia.
No segundo conto, "A Filha de Rappaccini", a história se passa em Pádua, quando Giovanni Guasconti, um jovem repaz encontra-se apaixonado por Beatrice, a filha de Giácomo Rappaccini, um cientista renomado, mas perveso. Giovanni não pode chegar perto da moça, vendo-a  da varanda de sua casa, pois ela impede sua aproximação por causa de um segredo de seu pai.
Na último trama, "A Casa das Sete Colunas", que é também uma adaptação de um filme de 1940 estrelado por Price, o enredo se inicia na Nova Inglaterra, em 1691, quando muitas pessoas inocentes foram executadas por bruxaria. Os criminosos eram da família Pyncheon, que com a morte dos acusados, tomaram suas terras a fim de aumentar a fortuna e o poder. Passados cento e cinquanta anos, Gerald Pyncheon, descendente dos assassinos, volta à casa, mas ela contém uma maldição que atingiu todos os seus antepassados, fazendo-os morrer de forma violenta. Gerald  trouxe sua esposa Alice (Beverly Garland), com o objetivo de encontrar um tesouro escondido e salvar sua família da ruína financeira, sem saber que algo inusitado o aguarda.

## Elenco
| Elenco           | Papel                                                     |
| ---------------- | --------------------------------------------------------- |
| Vincent Price    | Alex Medbourne / Dr. Giacomo Rappaccini / Gerald Pyncheon |
| Joyce Taylor     | Beatrice Rappaccini                                       |
| Sebastian Cabot  | Dr. Carl Heidigger                                        |
| Brett Halsey     | Giovanni Guasconti                                        |
| Beverly Garland  | Alice Pyncheon                                            |
| Richard Denning  | Jonathan Maulle                                           |
| Mari Blanchard   | Sylvia Ward                                               |
| Abraham Sofaer   | Prof. Pietro Baglioni                                     |
| Jacqueline deWit | Hannah Pyncheon                                           |
| Edith Evanson    | Lisabetta                                                 |
| Floyd Simmons    | Fantasma                                                  |
| Gene Roth        | Cocheiro                                                  |